# Араи Юкан
Араи Юкан (яп. 新井有貫, あらいゆうかん; 24 декабря 1849 — 1 декабря 1909) — японский военный, офицер Императорского флота Японии, вице-адмирал.

## Краткие сведения
Родился 24 декабря 1849 года в районе Аояма города Эдо.
В 1871 году поступил на службу в Бюро флота при Министерстве войны. В 1890 году был назначен командиром броненосного крейсера «Тиёда» и отправлен на нём на стажировку в Великобританию.
Участвовал в японско-китайской войне 1894—1895 годов. Отличился в сражениях на Жёлтом море, в которых командовал броненосцем «Фусо». В 1898 году произведен в контр-адмиралы.
Во время русско-японской войны 1904—1905 годов руководил подъёмом затопленного русскими моряками в гавани Чемульпо крейсера «Варяг». По окончании войны получил звание вице-адмирала.
Умер в 61-летнем возрасте 1 декабря 1909 года.